# 泉 (蟹江町)
泉（いずみ）は、愛知県海部郡蟹江町の地名。

## 地理

### 河川・池沼
- 佐屋川

### 交通
- 愛知県道65号一宮蟹江線
- 愛知県道66号蟹江飛島線
- 近鉄名古屋線

### 施設
- 泉緑地

## 歴史

### 沿革
- 1979年（昭和54年） - 蟹江町蟹江新田の一部により、同市泉が成立[1]。

### 人口の変遷
国勢調査による人口および世帯数の推移。
| 1995年（平成7年）  | 65世帯 215人  |  |
| 2000年（平成12年） | 68世帯 211人  |  |
| 2005年（平成17年） | 79世帯 245人  |  |
| 2010年（平成22年） | 89世帯 265人  |  |
| 2015年（平成27年） | 84世帯 235人  |  |
| 2020年（令和2年）  | 102世帯 254人 |  |

### WEB
1. ↑  “愛知県海部郡蟹江町の町丁・字一覧”.   人口統計ラボ. 2024年4月25日閲覧。
2. 1 2  総務省統計局 (2022年2月10日). “令和2年国勢調査の調査結果(e-Stat) - 男女別人口，外国人人口及び世帯数－町丁・字等” (CSV). 2023年8月2日閲覧。
3. ↑  “読み仮名データの促音・拗音を小書きで表記するもの(zip形式) 愛知県” (zip).   日本郵便 (2024年2月29日). 2024年3月26日閲覧。
4. ↑  “市外局番の一覧” (PDF).   総務省 (2022年3月1日). 2022年3月22日閲覧。
5. ↑  “ナンバープレートについて”.   一般社団法人愛知県自動車会議所. 2024年1月21日閲覧。
6. ↑  総務省統計局 (2014年3月28日). “平成7年国勢調査の調査結果(e-Stat) - 男女別人口及び世帯数 －町丁・字等” (CSV). 2021年7月20日閲覧。
7. ↑  総務省統計局 (2014年5月30日). “平成12年国勢調査の調査結果(e-Stat) - 男女別人口及び世帯数 －町丁・字等” (CSV). 2021年7月20日閲覧。
8. ↑  総務省統計局 (2014年6月27日). “平成17年国勢調査の調査結果(e-Stat) - 男女別人口及び世帯数 －町丁・字等” (CSV). 2021年7月21日閲覧。
9. ↑  総務省統計局 (2012年1月20日). “平成22年国勢調査の調査結果(e-Stat) - 男女別人口及び世帯数 －町丁・字等” (CSV). 2021年7月21日閲覧。
10. ↑  総務省統計局 (2017年1月27日). “平成27年国勢調査の調査結果(e-Stat) - 男女別人口及び世帯数 －町丁・字等” (CSV). 2021年7月21日閲覧。

### 書籍
1. ↑  「角川日本地名大辞典」編纂委員会 1989, p. 148.